# Riesen-Lebensbaum
Der Riesen-Lebensbaum (Thuja plicata Donn ex D.Don, Syn.: Thuja gigantea Nutt.), auch Riesen-Thuja genannt, ist eine Pflanzenart aus der Gattung der Lebensbäume (Thuja) in der Familie der Zypressengewächse (Cupressaceae). Im englischen Sprachraum wird er Western Red Cedar genannt.

## Beschreibung

### Vegetative Merkmale
Der Riesen-Lebensbaum ist ein immergrüner Baum, der in seiner Heimat Nordamerika Wuchshöhen von bis zu 50 bis 70 Metern, Stammdurchmesser von bis zu 6 Metern und Stammvolumen von bis zu 500 Kubikmetern erreicht. Auf den Britischen Inseln erreicht er immerhin Wuchshöhen von 40 Metern. Die Baumkrone ist schmal kegelförmig mit aufrechtem Leittrieb; bei alten Bäumen verbreitert sich die Krone. Die breit gefurchte Rinde ist anfangs dunkel rotbraun, im Alter grau und löst sich in Platten ab. Der Stamm ist stark abholzig und hat eine breit auslaufende Basis.

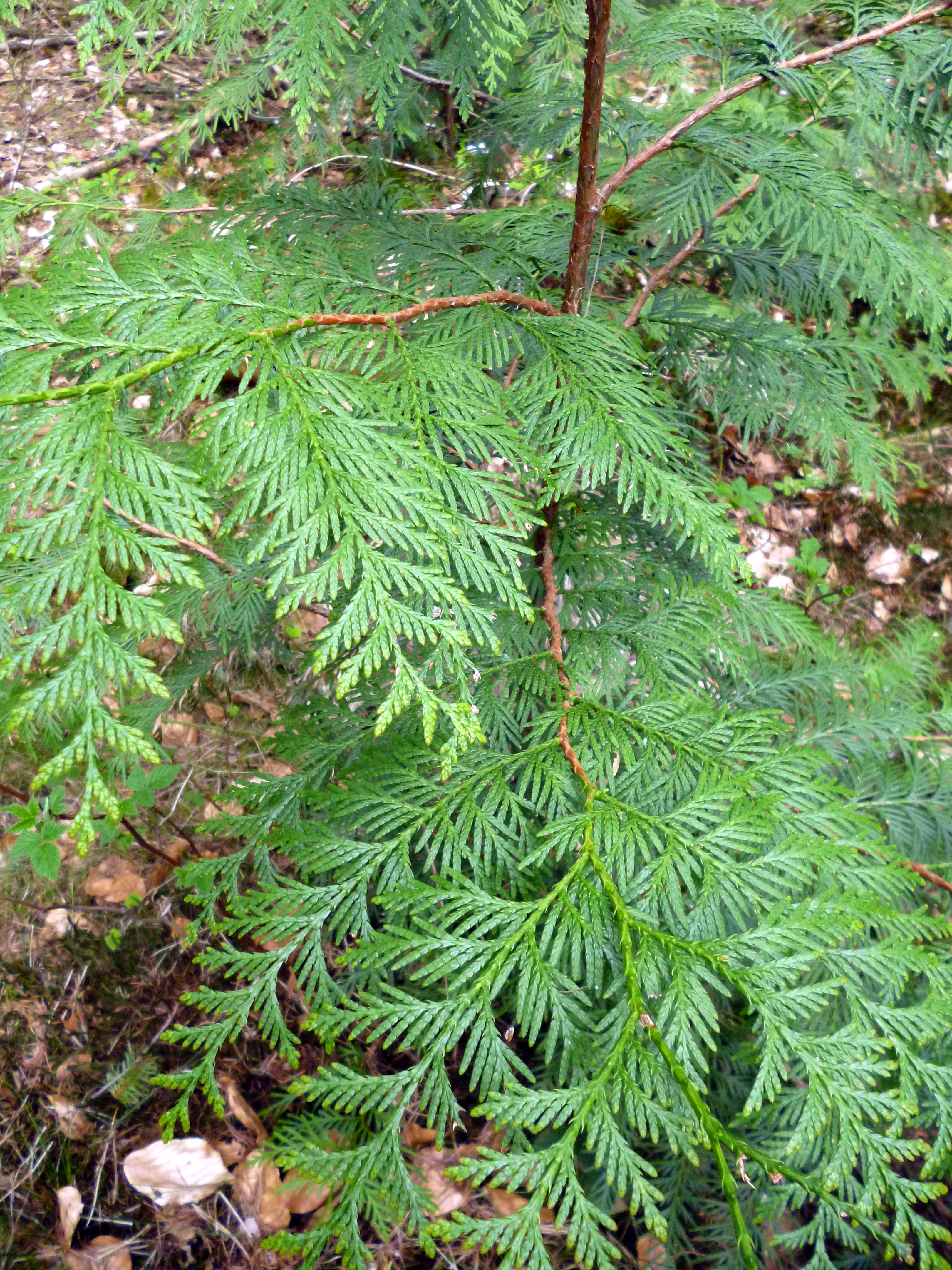
Blätterwerk eines jungen Exemplars

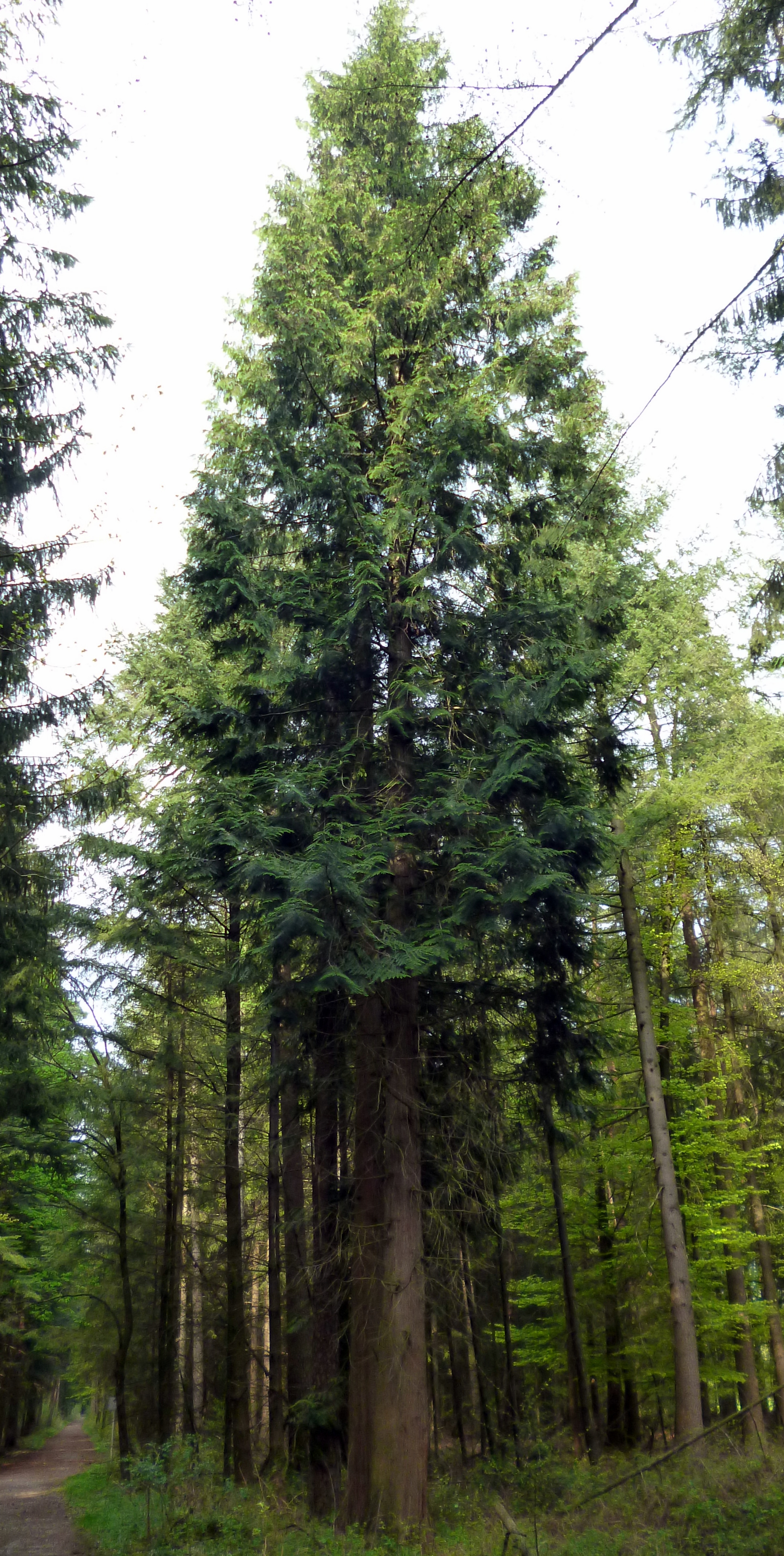
Riesen-Lebensbaum in einem Mischwald Deutschlands

Die schuppenförmigen Blätter stehen angedrückt an den Zweigen. Sie duften selbst ohne Reiben bereits aromatisch; der Duft ist fruchtig und erinnert an Ananas oder Äpfel. Die schuppenförmigen Blätter sind oben glänzend frischgrün, unten heller.

### Generative Merkmale
Der Riesen-Lebensbaum ist einhäusig getrenntgeschlechtig (monözisch), männliche und weibliche Zapfen befinden sich also an einer Pflanze. Die männlichen Zapfen sind sehr klein und stehen endständig an Zweigspitzen; sie sind blassgelb und stäuben im März. Die weiblichen Zapfen bilden sich an kräftigeren Zweigen und sind bei einer Größe von etwa 1 Zentimeter eiförmig. Sie sind im Sommer gelb und werden im Spätherbst braun. Jeder Zapfen kann 8 bis 14 Samen enthalten. Der rötlich-braune Same ist einschließlich der Flügel 4 bis 7,5 Millimeter groß.
Der Riesen-Lebensbaum ist schattenverträglich und standorttolerant. Er bevorzugt aber kühle, luftfeuchte Gebiete mit tiefgründigen, schwachsauren Böden. Dort ist er schnellwüchsig und kann in den ersten 30 Jahren Jahrestriebe mit bis 90 cm Länge bilden. Da sein weitreichendes Wurzelsystem flachgründig ist, ist er windwurfgefährdet. Eine andere Gefahr stellen Bodenfeuer dar.
Die Chromosomenzahl beträgt 2n = 22.

## Verbreitung
Das Verbreitungsgebiet des Riesen-Lebensbaums reicht im westlichen Nordamerika von Alaska (57° n. Br.) bis nach Nordkalifornien (39° n. Br.), wo er einzeln oder in Gruppen gemischt mit Douglasie, Sitka-Fichte, Riesen-Tanne und Westamerikanischer Hemlocktanne vorkommt. Ostwärts reicht sein Areal bis Idaho und Montana, wo er Mischwälder mit Westlicher Weymouth-Kiefer, Westamerikanischer Hemlocktanne, Riesen-Tanne und Westamerikanischer Lärche bildet.
In Mitteleuropa ist der Riesen-Lebensbaum winterhart. Er leidet aber unter Sommertrockenheit, was zum Absterben der Triebspitzen führen kann. Er wird als dekorativer, bis zum Boden beasteter Solitärbaum in Parks und größeren Gärten angebaut und als Heckenpflanze verwendet. Daneben gibt es auch erfolgreiche forstliche Versuchsanbauten.

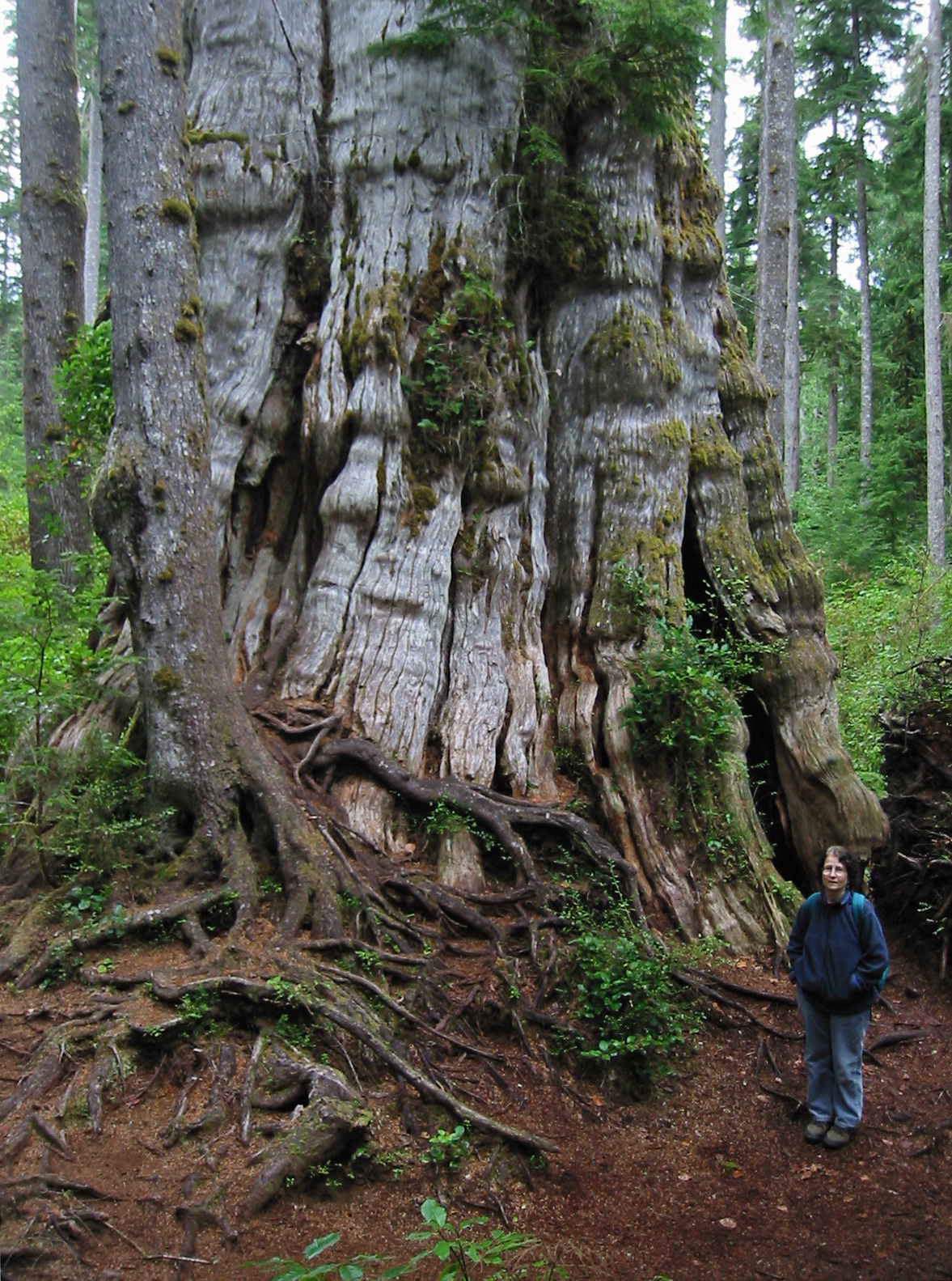
Das Quinault Lake Cedar genannte Exemplar im Olympic National Park war bis 2016 der größte Riesen-Lebensbaum der Welt.

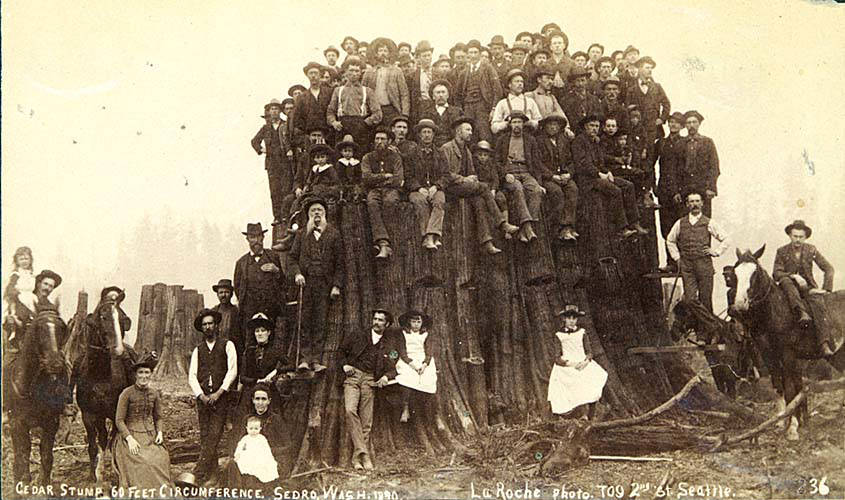
Stumpf eines Riesen-Lebensbaums in Sedro-Woolley, Washington, 1890

## Verwendung
Der Riesen-Lebensbaum ist eine forstlich wichtige Baumart im nordwestlichen Nordamerika. Er besitzt ein leichtes, dauerhaftes Holz mit weißem Splint und rotbraunem Kern. Es hat einen geraden Faserverlauf und deutliche, dichte Jahresringe. Das wertvolle Holz wird unter dem Namen Red Cedar gehandelt. Es ist nicht sehr stabil, dafür aber ausgesprochen haltbar. Als Klangholz für Resonanzdecken wird es für den Bau von Gitarren verwendet. Aus dem Holz lassen sich unter anderem vorzügliche Schindeln gewinnen. Wegen der langen Lebensdauer und des geringen Gewichts wird es auch beim Bau von Booten, Gewächshäusern und Schuppen verarbeitet. Der Holzstaub kann Allergien hervorrufen. Durch die Säure des Holzes rosten Eisennägel und erzeugen schwarze Flecken. Bei der Verarbeitung werden daher kupferne oder verzinkte Nägel verwendet.
Die First Nations der pazifischen Nordwestküste, also im Westen British Columbias und im südlichen Alaska, hatten vielseitige Verwendungen für den Riesen-Lebensbaum. Ein Schwerpunkt der Verwendung lag auf Vancouver Island, hier bildeten die aus dieser Pflanze gefertigten Erzeugnisse eine Lebensgrundlage. Aus dem Holz wurden Kanus, Häuser und auch Totempfähle hergestellt; der Rindenbast wurde geflochten zu Seilen und Netzen, Körben und Kleidung verarbeitet.
Alltagsgegenstände wie Schuhspanner und Mottenschutzhölzer, die als Produkte aus Zedernholz angeboten werden, sind trotz des Namens fast immer aus dem Holz des Virginia-Wacholders (Juniperus virginiana) gefertigt, dessen Handelsname Eastern Red Cedar zur Verwechslung verleitet. Die am Bau als Zedernholz verarbeiteten Hölzer hingegen stammen meist von der Western Red Cedar, also vom Riesen-Lebensbaum (Thuja plicata). Die Pflanzengattung der Lebensbäume (Thuja) gehört ebenso wie die Gattung Wacholder (Juniperus) zu den Zypressengewächsen, während Arten der Gattung Zedern (Cedrus) zu den Kieferngewächsen zählen.
 Zuchtformen
- Thuja plicata, Form ‘Semperaurescens’: Diese 1923 entstandene Form wächst schmal kegelförmig und hat gelbe bis moosgrüne Blätter, beim frischen Austrieb mehr orangegelb. Sie ist selten in Kultur und kann etwa 20 Meter hoch werden.
- Thuja plicata, Form ‘Zebrina’: Diese Form ist 1868 entstanden und hat einen breit kegelförmigen Wuchs. Die Blätter sind golden gebändert. In Parks und größeren Gärten bisweilen anzutreffen.